# دوزبان‌گونگی
در جامعه‌شناسی زبان، دوزبان‌گونگی (به انگلیسی: diglossia) وضعیتی زبانی از یک جامعه است که در آن، دو گونهٔ متفاوت از یک زبان، با کارکردها و کاربردهای اجتماعی کاملاً متمایز، به کار می‌رود.
دوزبان‌گونگی موقعیت زبانیِ نسبتاً پایداری است که در آن، علاوه بر گویش‌های آشنای یک زبان (که می‌تواند صورت معیار زبان را نیز شامل شود)، حاوی گونه‌ای کاملاً متفاوت با کدهای ویژه است (که معمولاً حاوی قواعد دستوریِ پیچیده‌تری هم هست)، که معمولاً برای نوشتار و ادبیات به کار می‌رود. این گونه، یا صورتی قدیمی‌تر از زبان است؛ یا به منطقهٔ زبانی دیگری تعلق دارد. این گونه در آموزش رسمی به کار گرفته می‌شود و در سخنان رسمی نیز کاربرد دارد، ولی به هنگام محاورات روزمره به کار نمی‌رود.
عواملی مانند نقش، پرستیژ، میراث ادبی، فراگیری، استانداردسازی، ایستایی، دستور زبان، واژگان، و واج‌شناسی از جمله مواردی هستند که می‌توانند دوزبان‌گونگی را تقویت کنند یا آن را به مخاطره بیندازند:
نقش: تفاوت نقشیِ گونه‌های زبان در دوزبان‌گونگی مفهومی است که دوزبان‌گونگی را از «دوزبانگی» متفاوت می‌کند. در دوزبان‌گونگی، صورت‌های L و H برای اهداف گوناگونی به کار می‌روند؛ مثلاً سخنرانی‌های مذهبی و دانشگاهی یا سرمقاله‌های نشریات معمولاً با گونهٔ H و گپ زدن‌های دوستانه با گونهٔ L انجام می‌شود.
پرستیژ: صورت H معمولاً برای موقعیت اجتماعی بالاتر و گونهٔ L به عنوان گونهٔ کم‌ارزش و کم‌اهمیت به کار می‌رود.